# Afghanisches Museum Hamburg

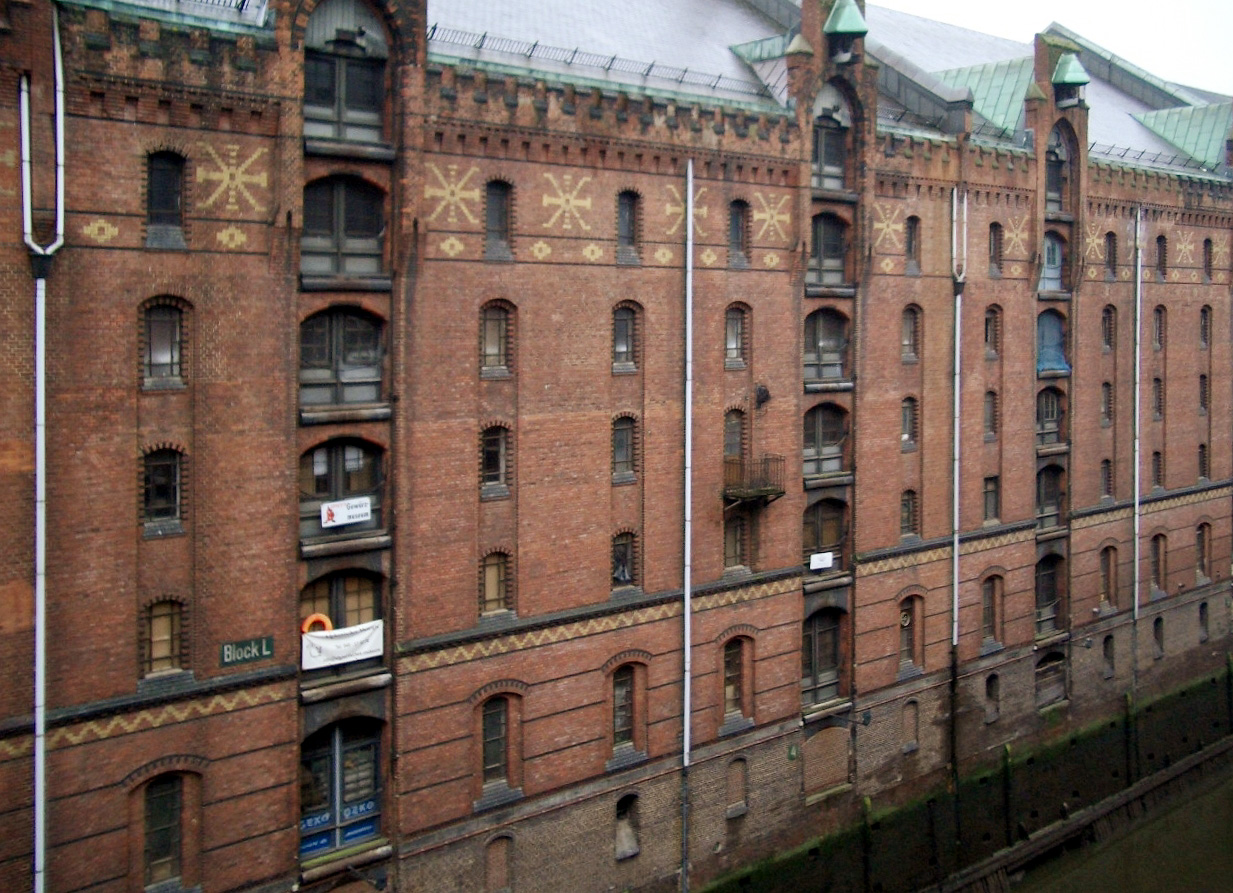
Der Sitz des Museums im Jahr 2004: Speicher Block L wasserseitig

Das ehemalige, privat geführte Afghanische Museum in Hamburg wurde 1998 in der historischen Speicherstadt eröffnet und schloss zum 23. Dezember 2011.
Neben vielen Ausstellungsstücken rund um Afghanistan wurde traditionelle afghanische Handwerkskunst vorgeführt, weiterhin Nachbauten afghanischer Baudenkmäler, wie der zerstörte Buddha von Bamiyan oder die Festung von Bost gezeigt. Eine orientalische Sitzecke mit Tee und Salzgebäck für die Besucher rundete die Ausstellung ab. An manchen Tagen fanden Sonderveranstaltungen statt. 
Das Museum befand sich im alten Speicherblock L (Am Sandtorkai 32) auf dem ersten Boden (erster Stock), direkt unter dem Gewürzmuseum.